# Kraljevica
Kraljevica (en italien Porto Re) est une ville et une municipalité du comitat de Primorje-Gorski Kotar, en Croatie. Au recensement de 2001, la municipalité comptait 4 579 habitants, dont 90,22 % de Croates et 3,25 % de Serbes et la ville seule comptait 2 897 habitants.

## Localités
La municipalité de Kraljevica compte 6 localités :
| - Bakarac - Kraljevica - Križišće | - Mali Dol - Šmrika - Veli Dol |

## Personnalités
Dans les années 1920, Josip Broz Tito y a été serrurier aux chantiers navals.